# 庶民院 (カナダ)
庶民院（しょみんいん、英語: House of Commons、フランス語: Chambre des communes）は、カナダ議会を構成する議院（下院）。

## 議院構成

### 定数
343名。2025年の総選挙まで338名だったが、国勢調査の結果を受けて見直された。

### 選挙
単純小選挙区制。

### 選挙資格と被選挙資格
選挙資格及び被選挙資格同じで、18歳以上のカナダ国民。

### 任期
任期4年だが、解散の場合には期間満了前に終了する。

## 参考資料
- 齋藤憲司『各国憲法集(4)カナダ憲法』国立国会図書館調査及び立法考査局〈調査資料 ; 2011-1-d. 基本情報シリーズ ; 10〉、2012年3月30日。doi:10.11501/3487777。ISBN 978-4-87582-730-6。 NCID BB09141578。2022年1月7日閲覧。